# Burnàixevo
Burnàixevo (en rus: Бурнашево) és un poble de la República de Buriàtia, a Rússia, segons el cens del 2010 tenia 245 habitants.